# Llengua nacional
Una llengua nacional és una llengua (o variant d'una llengua) que té una connexió de facto o de iure amb un poble i en alguns casos amb el territori que ocupa.
Se'n fa ús, del terme, de diverses maneres; pot representar la identitat nacional d'una nació o país, o designar una o més llengües autòctones o que un grup de població parla com a llengua materna. Tot i que les llengües nacionals sovint coincideixen amb les llengües oficials d'algunes nacions o Estats, en alguns casos el terme s'empra en contraposició a la llengua oficial; alguns exemples en són Moçambic, la constitució del qual expressa clarament que «l'Estat valora les llengües nacionals i en promou el desenvolupament»; Timor Oriental, la constitució del qual estableix que «el tetum i les altres llengües nacionals són valorades i desenvolupades per l'Estat»; i Mèxic, que si bé la seva constitució no estableix cap llengua com a llengua oficial, una Llei de Drets Lingüístics, reconeix el castellà i «totes les llengües indígenes»—seixanta-dues, agrupant els dialectes—com a llengües nacionals, incloent-hi les llengües dels pobles indígenes desplaçats dels Estats Units i Guatemala. És en aquest sentit que les llengües nacionals són objecte de protecció, en ser parlades, generalment, per minories ètniques o culturals, per tal d'evitar les tendències hegemòniques de la majoria.